# Загальский, Игорь Владимирович
И́горь Влади́мирович Зага́льский (укр. Ігор Володимирович Загальський, род. 19 мая 1991, Кировоград) — украинский футболист, полузащитник

## Биография
Воспитанник кировоградского футбола. В турнирах ДЮФЛ Украины выступал за кировоградские «Олимпик» (36 игр, 3 гола) и «ДЮСШ-2» (35 игр, 2 гола), а также за александрийский «Аметист» (13 игр, 1 гол). С 2007 года, в составе «Олимпика» играл в любительском чемпионате Украины и в чемпионате Кировоградской области. В 2010 году перешёл в днепропетровский «Днепр», однако выступал только за дублирующий состав (28 игр, 4 гола). Затем провёл ещё полгода в «Олимпике». С 2012 года — игрок кировоградской «Звезды». Дебютировал в основной команде 2 мая 2013 года, выйдя на замену вместо Вячеслава Горбаненко, в выездном матче против команды «Нефтяник-Укрнефть». В составе кировоградского клуба стал чемпионом первой лиги Украины 2015/2016. Дебютировал в украинской Премьер-лиге 22 июля 2016 года, на 73-й минуте выездного матча против донецкого «Шахтёра» заменив Евгения Чумака. 8 апреля 2017 года провёл 100-й матч в составе Звезды
В составе студенческой сборной Украины в 2015 году выступал на летней Универсиаде в Кванджу

## Достижения
- Победитель первой лиги Украины: 2015/2016